# صومعه سن اتین
صومعه سن اتین (فرانسوی: Abbaye Saint-Étienne de Bassac‎) کلیسایی است کاتولیک متعلق به سده ۱۱ میلادی در پواتو-شرانت واقع در فرانسه. این صومعه در سال ۱۰۰۲ میلادی بنا گردید. این بنا چندین بار در سال‌های بعد بازسازی و گسترش پیدا کرد.